# Enriqueta de Reuss-Ebersdorf
Enriqueta de Reuss-Ebersdorf - Henriette von Reuß zu Ebersdorf (alemany) - (Ebersdorf, Alemanya, 9 de maig de 1767 - Coburg, 3 de setembre de 1801) fou una noble alemanya, filla d'Enric XXIV de Reuss-Ebersdorf (1724-1779) i de la comtessa Carolina Ernestina d'Erbach-Schönberg (1727-1796).
El 14 de juliol de 1787 es va casar a Ebersdorf amb Emili Carles de Leiningen (1763-1814), fill del comte Carles Frederic de Leiningen-Dagsburg-Hartenburg (1724-1807) i de la comtessa Cristina Guillemina de Solms-Rödelheim-Assenheim (1736-1803). El matrimoni va tenir un fill, Frederic Carles (1 de març de 1793 – 22 de febrer de 1800), que va morir als set anys. I un any després morira també Enriqueta.